# Shingled magnetic recording

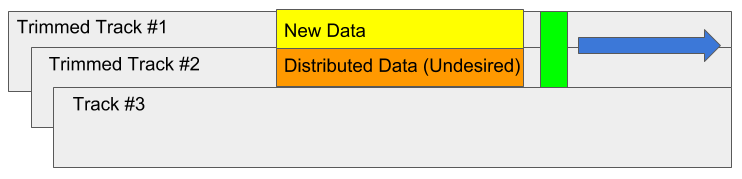
L'aggiornamento parziale dei dati è più difficoltoso con la tecnologia SMR.
I dati verranno scritti anche su tracce adiacenti e che non devono essere riscritte

Lo Shingled magnetic recording (SMR), ovvero la registrazione magnetica a strati è una tecnologia di registrazione dei dati su supporto magnetico usata nei dischi rigidi per incrementare la densità di memoria e soprattutto la capacità di archiviazione per unità. 
I dischi rigidi tradizionali convenzionalmente scrivono i dati su tracce magnetiche non sovrapponibili e parallele (Tecnologia di perpendicular recording - PMR), mentre questa nuova tecnologia permette di scrivere nuove tracce che si sovrappongono parzialmente sulle precedenti, lasciando la traccia precedente più stretta e consentendo una maggiore densità della traccia. Così, le tracce si sovrappongono parzialmente come le tegole di un tetto.
Questo approccio è stato scelto perché le limitazioni fisiche impediscono alle testine magnetiche di registrazione di avere la stessa larghezza delle testine di lettura, lasciando le testine di registrazione più larghe.